# Niels Nørlund
Niels Herbert Nørlund (12. august 1924 på Frederiksberg – 11. august 2004 i Berlin) var en dansk journalist og chefredaktør. Han var søn af direktør og arkæolog Poul Nørlund og Nanna Nørlund (født Møller), bror til Ib Nørlund, og levede fra 1982 til sin død sammen med Willy Brandts enke Rut Brandt (de).
Niels Nørlund blev student i 1942. Samme år blev han tilknyttet Berlingske Tidende som reporter. Niels Nørlund deltog samtidigt aktivt med illegal radiosending i frihedskampen, hvilket betød, at han i 1944 blev arresteret af værnemagten og tilbragte resten af tiden frem til befrielsen i Vestre Fængsel og i Frøslevlejren. I 1946 blev han Berlingske Tidendes Berlin-korrespondent. Siden rykkede han til London og derfra videre til et job som avisens FN-korrespondent i New York. 
Fire år senere flyttede han til Washington D.C., hvorfra han var med til at åbne for en bredere og tættere kommunikation mellem det »gamle« Europa og det »nye« USA. Det indbragte bl.a. Niels Nørlund den fornemme journalistpris Award For Distinguished Achievement in Journalism 1965 fra University of California. Niels Nørlund blev kaldt hjem i 1957, hvor han blev udenrigspolitisk medarbejder ved Berlingske Aftenavis, siden ved Berlingske Tidende. Han skrev ledere og havde redaktionen af avisens »hovedsider«, som han fornyede inspireret af amerikanske aviser. 
I 1962 blev han medlem af Berlingske Tidendes chefredaktion, og i 1967 blev han avisens ansvarshavende chefredaktør og afløste Axel Moos. De næste år gennemgik Berlingske Tidende en kraftigt modernisering, indtil Nørlund i 1970 blev afløst af Laust Jensen i chefstolen. Niels Nørlund var medlem af chefredaktionen frem til 1985, hvor han igen drog udenlands, denne gang som avisens Bonn-korrespondent. Han blev i 1989 hædret med Den Berlingske Journalistpris samt Dansk-Tysk Selskabs Hæderspris. Han var Ridder af Dannebrog.
Han blev gift med Jette Hjejle (født 24. januar 1923), datter af arkitekt Therkel Hjejle, med hvem han fik sønnerne Terkel, Kermit, Laurs og Nikolaj.
Niels Nørlund er begravet på Vestre Kirkegård.